# High-Speed Downlink Packet Access
High-Speed Downlink Packet Access (HSDPA) er en 3G (tredjegenerations) mobiltelefon kommunikationsprotokol i High-Speed Packet Access (HSPA) familien, bedre kendt som 3.5, 3G+ eller turbo 3G, som tillader netværk baseret på Universal Mobile Telecommunications System (UMTS), at have højere hastigheder og kapacitet for dataoverførsler. Den nuværende udbredelse understøtter indgående hastigheder på 1,8; 3,6; 7,2; eller 14,0 Mbit/s. Højere hastigheder er tilgængelige med HSPA+, som tilbyder hastigheder på op til 42 Mbit/s i indgående hastigheder.